# Ricerca - azione
Per ricerca - azione si intende un modo di concepire la ricerca che si pone l'obiettivo non tanto di approfondire determinate conoscenze teoriche, ma di analizzare una pratica relativa ad un campo di esperienza (ad esempio, la pratica educativa) da parte di un attore sociale con lo scopo di introdurre, nella pratica stessa, dei cambiamenti migliorativi.
Nell'ambito del processo/progetto educativo la prospettiva della ricerca – azione si è rivelata produttiva anche in campo formativo, in quanto permette ai soggetti in formazione di essere "attori" del processo formativo.
In campo educativo, la ricerca – azione costituisce un elemento cardine della pedagogia istituzionale, sia per quanto riguarda la formazione del personale, sia per quanto riguarda l'analisi della pratica educativa e il suo miglioramento.

## Le origini del terminericerca – azionee la sua diffusione
La ricerca – azione nasce negli anni quaranta e trova la sua prima teorizzazione nel lavoro dello psicologo tedesco Kurt Lewin che coniò il termine action research, da cui derivano sia action ricerche, sia l'italiano ricerca – azione.
Le successive teorizzazioni, pur differenziandosi in relazione all'orientamento filosofico di riferimento e alla collocazione geografica, consentono di individuare alcuni elementi comuni che caratterizzano la ricerca – azione rispetto agli altri approcci:
- la previsione di un rapporto di collaborazione e di confronto fra ricercatori e attori (René Barbier parla, in proposito, di "implicazione"; altri studiosi parlano di "alleanza"), sia nella fase di definizione del problema, sia nella gestione della concreta attività di ricerca;
- l'idea che la ricerca non debba essere “neutrale”, ma debba diventare agente di cambiamento e di emancipazione sociale;
- l'idea che lo scopo della ricerca – azione non sia quello di ampliare le conoscenze, ma di risolvere problemi che si presentano nell'ambito di un contesto lavorativo o sociale;
- l'attenzione al contesto ambientale e alle dinamiche sociali, intese sia come possibili elementi del “problema” che come risorse per il cambiamento;
- l'attenzione alla dimensione formativa della ricerca;
- la circolarità (alcuni studiosi parlano di "ricorsività") fra “teoria” e “pratica”.

## Laricerca – azionein campo educativo
In campo educativo, la ricerca – azione si è sviluppata soprattutto come analisi della “pratica” educativa, finalizzata a introdurre cambiamenti migliorativi.
In Francia, la ricerca – azione ha trovato sviluppo nella Pedagogia istituzionale, che si pone l'obiettivo della conoscenza della “pratica” istituzionale di un gruppo, condotta dal gruppo stesso, al fine di introdurvi cambiamenti migliorativi, e la teorizzazione più completa, in campo accademico, negli studi di René Barbier.
Per René Barbier, la ricerca – azione, prevedendo l'“implicazione” degli attori nella ricerca, in quanto soggetti e non oggetti, presuppone una conversione epistemologica rispetto alla ricerca classica. Le parole chiave della ricerca – azione sono: “complessità” (attenzione a tutti gli aspetti di un fenomeno e a tutte le dimensioni dell'essere umano), "ascolto sensibile" (basato sull'empatia), “ricercatore collettivo” (il soggetto della ricerca è costituito dal ricercatore e da tutti gli attori implicati), “cambiamento” (scopo della ricerca non è la conoscenza, ma l'introduzione di cambiamenti migliorativi in una pratica), “negoziazione” del conflitto, “processo”, “autorizzazione” (intesa come diventare autore di se stesso per appropriarsi della propria esistenza).
Per quanto riguarda la metodologia, per René Barbier, la ricerca – azione si sviluppa in un processo a spirale (riflessione permanente) che tocca quattro tematiche centrali: l'individuazione del problema e la contrattazione; la pianificazione e la realizzazione; l'utilizzo di tecniche congruenti con l'approccio di ricerca – azione; la teorizzazione, la valutazione e la pubblicazione dei risultati.
In Inghilterra, è stato John Elliott, negli anni 1960, a dare impulso all'utilizzo della ricerca – azione in ambito scolastico. Per John Elliott, la ricerca – azione è uno strumento adatto per affrontare quegli aspetti dell'azione formativa e della didattica che sono percepiti come problematici dagli insegnanti, al fine di trovare modalità percorribili di soluzione. Determinante è, per Elliott, la possibilità di dar vita ad un gruppo di ricerca che riunisca attori e ricercatori, in condizioni di pari dignità.
In Italia, la ricerca – azione è stata sviluppata, soprattutto, da ricercatori che si muovono nell'alveo della pedagogia istituzionale (Andrea Canevaro, Paolo Zanelli, Giampietro Lippi) e, al di fuori della pedagogia istituzionale, da alcuni studiosi universitari, fra i quali Cesare Scurati.
Per Cesare Scurati, la ricerca – azione si pone come agente di cambiamento e intende la conoscenza come conoscenza orientata all'emancipazione sia dei ricercatori che degli attori. In particolare, Cesare Scurati chiarisce che la ricerca – azione implica, come caratteristica fondamentale, una “circolarità” fra ricerca e azione, per cui la ricerca si genera attraverso l'azione e l'azione di cambiamento attraverso la ricerca.

## Laricerca - azionenell'ambito dellapedagogia istituzionalein Italia
La ricerca – azione costituisce la forma di ricerca e di intervento formativo che caratterizza la pedagogia istituzionale, così come è stata sviluppata in Italia, a partire dagli anni 1970, da Cesare Scurati e dal gruppo di ricerca sull'innovazione scolastica, nonché da Andrea Canevaro e dal gruppo di ricerca di "Pedagogia speciale" dell'Università di Bologna.

### Laricerca - azionee la formazione degli educatori
Per la pedagogia istituzionale, la formazione può dare un contributo decisivo allo sviluppo della ‘qualità’ dei servizi educativi nella misura in cui diviene, come sostiene Paolo Zanelli, “occasione” per attivare reali processi di crescita professionale, nel senso di una maggiore capacità progettuale, delle équipe educative e dei singoli educatori.
La crescita delle capacità progettuali è collegata ad un processo di apprendimento (sociale), da parte dei singoli e delle équipe, di modalità di autovalutazione della propria pratica che consentano di incrementare le capacità di:
- leggere e analizzare l'attività educativa posta in essere, individuandone sia i punti di eccellenza, sia gli elementi di criticità;
- individuare e introdurre, in relazione all'analisi dell'esistente ed alle criticità rilevate, cambiamenti migliorativi, nell'organizzazione della didattica e, in particolare, del contesto educativo.

### Laricerca – azionecome processo dideuteroapprendimento
La ricerca - azione, come viene intesa dalla pedagogia istituzionale, prevede non solo di contribuire alla soluzione di determinati problemi o criticità rilevati nella pratica lavorativa, ma di favorire, in maniera intenzionale, l'acquisizione, da parte del gruppo di educatori (équipe educativa), di modalità rigorose e condivise di autovalutazione e di riorganizzazione della propria attività educativa e didattica. 
Utilizzando la terminologia di Gregory Bateson, alcuni esponenti della pedagogia istituzionale interpretano la ricerca – azione come processo di “deuteroapprendimento”. Parlare di “deuteroapprendimento” vuol dire concepire la ricerca – azione come processo finalizzato non solo ad apportare cambiamenti puntuali nella pratica educativa, ma come processo di apprendimento di strategie di valutazione e di riorganizzazione della pratica stessa.

### Le principaliricerche – azioneitaliane realizzate nell'ambito dellapedagogia istituzionale
Le ricerche – azione sviluppate in Italia nell'alveo della pedagogia istituzionale si sono, finora, concentrate in quattro principali direzioni:
- le ricerche sugli strumenti per favorire l'integrazione scolastica, sviluppate negli anni 1970 e 1980 attraverso l'attività di Andrea Canevaro e del gruppo di Pedagogia speciale dell'Università di Bologna[9];
- le ricerche sull'organizzazione dello sfondo educativo, con lo studio degli strumenti organizzatori del contesto educativo e con il concetto di sfondo integratore, sviluppato soprattutto da Paolo Zanelli;
- le ricerche sui potenziali individuali di apprendimento (PIA), realizzate dal gruppo di ricerca di “Pedagogia speciale” dell'Università di Bologna, a cavallo fra gli anni 1980 e 1990[5];
- le ricerche sull'autovalutazione nei servizi educativi per l'infanzia, sviluppate, a partire dalla seconda metà degli anni 1990, da Paolo Zanelli e dal gruppo di pedagogisti del Coordinamento pedagogico provinciale della Provincia di Forlì-Cesena[10].

Esistono anche grandi progetti di ricerca-azione a carattere psicosociale: "Beyond, Nuove culture a Venezia" Realizzato dalla Città di Venezia dal 2005 al 2008, attraverso il quale si è costruita una rete di sostegno alla genitrorialità tra gli operatori, del pubblico e del privato, che incontrano i genitori stranieri. (Maria Vittoria Maroni,"Nella Rete di Beyond", in "Cittadini in crescita"N°1-2010)Con la stessa metodologia nel 2012 è stato realizzato nella Terapia Intensiva Neonatale dell'Ospedale Ca'Foncello di Treviso, il progetto "I Passi della Cura" Che ha coinvolto gli operatori e i genitori nella costruzione del clima relazionale del reparto.(Dati in corso di pubblicazione)